# Aenictopecheidae
Aenictopecheidae es una familia de insectos heterópteros del orden Hemiptera. Alrededor de 20 especies en 10 géneros. Son del nuevo mundo y los trópicos del Viejo Mundo. Miden de 3 a 10 mm. No se los ve con frecuencia y se sabe muy poco de su biología.

## Géneros
- Aenictocoris
- Aenictopechys
- Australostolus
- Lomagostus
- Maoristolus
- Megenicocephalus
- Nymphocoris